# Hypopyra lunifera
Hypopyra lunifera är en fjärilsart som beskrevs av Aurivillius 1925. Hypopyra lunifera ingår i släktet Hypopyra och familjen nattflyn. Inga underarter finns listade i Catalogue of Life.